# SBM Label
SBM Label – polska wytwórnia hip-hopowa z siedzibą w Warszawie, do 2018 roku funkcjonująca pod nazwą SB Maffija Label.    

## Historia
W 2008 roku swoją działalność rozpoczął duet Solar/Białas, wokół którego wkrótce zawiązała się hip-hopowa ekipa SB Maffija, w skład której wchodzili m.in.: Solar, Białas, Tomb, Quebonafide, ADM, Beteo, Neile, Danny, Hary, Blejk, Żabson, Bonson, Koldi, Lanek, Dj Johny, Got Barss, Deys, Foux, Wiciu, Pejot, Juicy, Trzy-Sześć oraz MMX. Po zakończeniu współpracy z Prosto Label i Step Records, raperzy w 2016 roku powołali do życia własną wytwórnię pod nazwą SB Maffija Label, jednocześnie ogłaszając dołączenie do niej dwóch pierwszych artystów – Beteo i Bedoesa, a po jakimś czasie zostali również zakontraktowani ADM i Neile. W 2018 roku wytwórnia zmieniła nazwę z SB Maffija Label na SBM Label.
W czerwcu 2020 roku narodziła się inicjatywa, w ramach której artyści powiązani z wytwórnią zamieszkali wspólnie w kaszubskim hotelu, by stworzyć pierwszy wspólny album będący w całości dziełem kolektywu, Hotel Maffija.

## Certyfikowane albumy
| Data                 | Wykonawca              | Tytuł                       | Certyfikat ZPAV       | OLiS |
| -------------------- | ---------------------- | --------------------------- | --------------------- | ---- |
| 26 sierpnia 2016     | Białas                 | H8M4                        | - platynowa płyta     | 1    |
| 25 listopada 2016    | Solar, Białas          | #nowanormalnosc             | - platynowa płyta     | 7    |
| 17 lutego 2017       | Bedoes, Kubi Producent | Aby śmierć miała znaczenie  | - platynowa płyta     | 1    |
| 15 września 2017     | Białas, Lanek          | Polon                       | - platynowa płyta     | 2    |
| 31 sierpnia 2018     | White 2115             | Rockstar                    | - 4× platynowa płyta  | 4    |
| 5 października 2018  | Białas, Lanek          | Hyper2000                   | - złota płyta         | 3    |
| 26 października 2018 | Beteo                  | Nowy pop                    | - złota płyta         |      |
| 30 listopada 2018    | Bedoes, Kubi Producent | Kwiat polskiej młodzieży    | - 4× platynowa płyta  |      |
| 15 marca 2019        | Jan-Rapowanie, Nocny   | Plansze                     | - 2× platynowa płyta  | 1    |
| 20 września 2019     | Solar                  | Pokój zero                  | - złota płyta         | 5    |
| 25 października 2019 | White 2115             | Młody książę                | - 2× platynowa płyta  | 2    |
| 29 listopada 2019    | Bedoes, Lanek          | Opowieści z Doliny Smoków   | - diamentowa płyta    |      |
| 18 stycznia 2020     | Mata                   | 100 dni do matury           | - diamentowa płyta    | 1    |
| 25 lutego 2020       | Jan-Rapowanie, Nocny   | Uśmiech                     | - platynowa płyta     | 3    |
| 6 czerwca 2020       | SB Maffija             | Hotel Maffija               | - 2× platynowa płyta  | 1    |
| 5 sierpnia 2020      | Białas                 | H8M5                        | - 3× platynowa płyta  | 1    |
| 28 sierpnia 2020     | White 2115             | Rockstar: Do zachodu słońca | - 2× platynowa płyta  | 1    |
| 15 stycznia 2021     | Bedoes, Lanek          | Rewolucja romantyczna       | - 2× platynowa płyta  |      |
| 30 kwietnia 2021     | Janusz Walczuk         | Janusz Walczuk              | - złota płyta         | 1    |
| 7 maja 2021          | Białas, White 2115     | Diamentowy las              | - platynowa płyta     | 2    |
| 9 czerwca 2021       | Fukaj, Kubi Producent  | Chaos                       | - złota płyta         | 4    |
| 1 października 2021  | Mata                   | Młody Matczak               | - 2× diamentowa płyta | 1    |
| 26 listopad 2021     | Kacperczyk             | Kryzys wieku wczesnego      | - platynowa płyta     | 11   |
| 18 lutego 2022       | SB Maffija             | Hotel Maffija 2             | - diamentowa płyta    |      |
| 11 marca 2022        | Jan-Rapowanie          | Bufor                       | - platynowa płyta     | 1    |
| 13 maja 2022         | Kinny Zimmer           | Letnisko                    | - 2× platynowa płyta  |      |
| 24 czerwca 2022      | White 2115             | Pretty Boy                  | - 4× platynowa płyta  |      |
| 28 kwietnia 2023     | Białas                 | Newcomer                    | - platynowa płyta     |      |
| 23 czerwca 2023      | Kacperczyk             | Pokolenie końca świata      | - platynowa płyta     | 1    |
| 21 lipca 2023        | Fukaj, charlie moncler | Preludium                   | - platynowa płyta     |      |
| 2 sierpnia 2023      | SB Maffija             | Hotel Maffija 3             | - 2× platynowa płyta  |      |
| 8 września 2023      | Mata                   | <33                         | - złota płyta         | 1    |